# Jorge Carrión
Jorge Carrión (Tarragona, 1976) è uno scrittore e critico letterario spagnolo, affiliato al movimento Afterpop, denominato anche Generación Nocilla.

## Biografia
Nato a Tarragona, ha trascorso gran parte della sua vita tra Mataró e Barcellona. Ha vissuto anche in Argentina e negli Stati Uniti d'America. Laureato in Lettere all'Universidad Pompeu Fabra di Barcellona, insegna scrittura creativa presso la stessa università.

## Opere

### Romanzi
- Los muertos, Literatura Mondadori, 2010; ed. it. I morti, Atmosphere libri, 2012

### Racconti
- Ene, Laia Libros, 2001

### Letteratura di viaggio
- La brújula, Berenice, 2006
- GR-83, edición de autor, 2007
- Australia. Un viaje, Berenice, 2008
- La piel de La Boca, Libros del Zorzal, 2008
- Crónica de viajes, edición de autor, 2009
- Norte es Sur. Crónicas americanas, Debate Venezuela, 2009

### Edizioni e prefazioni
- Amor global, Laia Libros, 2003
- (con Manuel Guerrero), Narradors Contemporanis, ACM, 2007
- El lugar de Piglia. Critica sin ficción, Candaya, 2008

### Traduzioni e adattamenti
- Dante, Infern, Proa, 2000
- Bernat Metge, El sueño, DVD Ediciones, 2006

### Saggi
- Viaje contra Espacio. Juan Goytisolo y W.G. Sebald, Iberoamericana, 2009
- Teleshakespeare, Errata Naturae, 2011 (legato al romanzo Los muertos)